# Il processo di Santa Teresa del Bambino Gesù
Il processo di Santa Teresa del Bambino Gesù è un film per la televisione del 1967 diretto da Vittorio Cottafavi.

## Trama
Durante le fasi conclusive del processo di beatificazione di Teresa del Bambino Gesù, il promotore della fede chiama per la seconda volta a testimoniare cinque suore che sono state consorelle di Teresa, cercando di ottenere da loro maggiori informazioni.